# 人民法廷

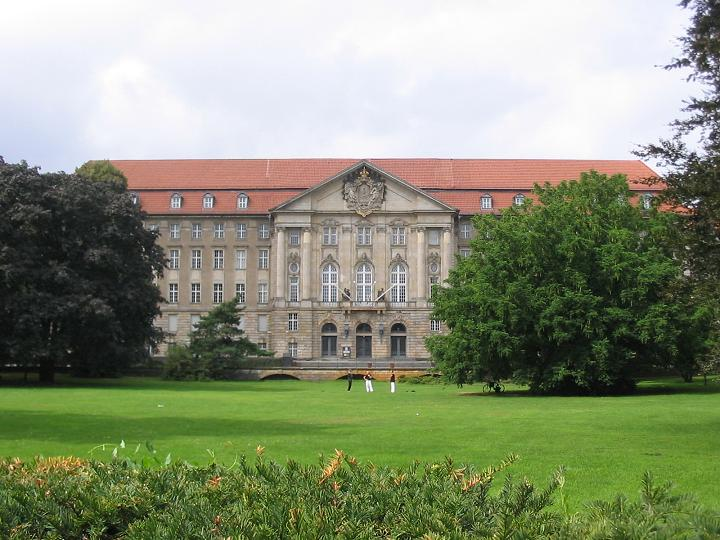
ベルリン・シェーネベルク区にある、旧人民法廷の庁舎（現ベルリン高裁庁舎）

人民法廷（じんみんほうてい、独：Volksgerichtshof）は、国家社会主義ドイツ労働者党(ナチ党)政権期の1934年に設立されたドイツの裁判所。「反逆及び売国行為の罪」に対する判決を行うと定められていた。「民族法廷」もしくは「民族裁判所」とも訳される。

## 概要
1933年に起こったドイツ国会議事堂放火事件の容疑者に対する司法判断に不満をもったアドルフ・ヒトラーは、1934年4月24日に「刑法及び刑事訴訟法改正のための法律」を制定し、その法律の中の第三章に「人民法廷」を規定した。第三章の一条は「反逆及び売国行為の罪に対する判決のために人民法廷を設置する」と定め、第五条には「人民法廷の判決に対しては、如何なる法的手段による対抗も許さない」と定められている。この法律にもとづいて1934年8月1日から人民法廷が開かれるようになった。
この法廷は当初特別裁判所とされたが、1936年4月18日には普通裁判所と規定された。

## 構成
裁判所は一名の長官、数名の部長、顧問で構成された。その裁判官は終身の職業裁判官のほか、司法大臣の推薦で総統ヒトラーが任命する任期五年の名誉裁判官（ehrenamtliche Richter）が任じられた。裁判長は職業裁判官が務めた｡
裁判は一審制であり、控訴は許されなかった。弁護人はつけることが出来たが、長官の許可が必要な上に、その許可を取り消すことも出来た。
判決は職業裁判官二名と、法曹資格を有しない名誉裁判官三名で構成される合議体の多数決によることとされた。

### 歴代長官
- オットー・ゲオルク・ティーラック（1936年から1942年まで）
- ローラント・フライスラー（1942年8月から1945年2月3日まで）
- ハリー・ハフナー（ドイツ語版）（1945年3月12日から1945年4月24日まで）

## 裁判の実態

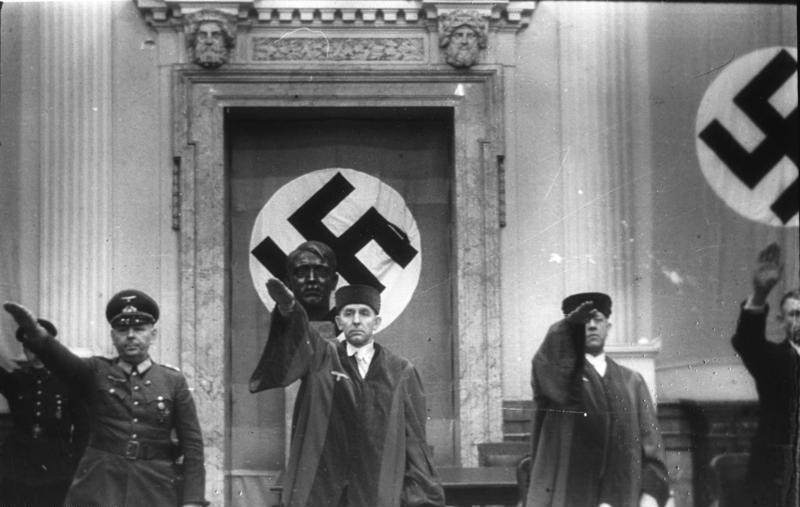
ヒトラー暗殺未遂事件における人民法廷
中央の法服姿の人物が法廷長官のローラント・フライスラー

この裁判所の目的は、設立4周年記念講演でハインリヒ・パリジウス裁判官が述べたように「裁判することではなく、国家社会主義の敵を抹殺すること」であった。1942年7月22日に、国民啓蒙・宣伝相ヨーゼフ・ゲッベルスは裁判官を前に「判決が合法的であるか否かは問題ではない。むしろ判決の合目的性のみが重要なのである。（中略）裁判の基礎とすべきは、法律ではなく、犯罪者は抹殺されねばならないとの断固たる決意である。」と演説しており、1942年8月に長官に就任したローラント・フライスラーは、ヒトラーに宛てた書簡で、心構えを「今後、閣下ご自身の分身として、閣下のお考えに沿う通りの判決を下すよう絶えず努力する所存でございます」と書いている。公判において、被告人に弁解の機会はほとんど与えられず、裁判官自身が被告人の人格を罵倒し、責めたてることもしばしばであった。弁護士たちはいるにはいたが、ほとんどやることがなく、何か発言したりすると、フライスラーから罵倒される始末だった。
この裁判所ではヒトラー暗殺未遂や、白いバラ運動といった著名な事件の被告人も多くこの裁判所で裁かれている。単なる政治犯にとどまらず、"ナチス・ドイツへの反逆者"は勿論のこと、ナチスドイツの第二次世界大戦での勝利に疑いを持つ言動をした者とみなされた人物は数多くこの裁判所で裁かれることになった。この裁判所で取りあつかわれる犯罪は"民族に対する罪"としてあつかわれ、死刑を含む厳罰が被告に対して数多く下された。いわば、人民法廷はナチスに反逆する者を合法的に抹殺する装置になっていた。
| 年度   | 被告人数 | 死刑 | 終身刑 | 重懲役   | 重懲役   | 重懲役  | 軽懲役 | 無罪 |
| 年度   | 被告人数 | 死刑 | 終身刑 | 15〜20年 | 10〜15年 | 5年以下 | 軽懲役 | 無罪 |
| ------ | -------- | ---- | ------ | -------- | -------- | ------- | ------ | ---- |
| 1937年 | 618      | 32   | 31     | 76       | 115      | 101     | 99     | 52   |
| 1938年 | 614      | 17   | 29     | 56       | 111      | 91      | 105    | 54   |
| 1939年 | 470      | 36   | 22     | 46       | 100      | 89      | 131    | 40   |
| 1940年 | 1091     | 53   | 50     | 69       | 233      | 416     | 188    | 80   |
| 1941年 | 1237     | 102  | 74     | 187      | 388      | 266     | 143    | 70   |
| 1942年 | 2572     | 1192 | 79     | 363      | 405      | 191     | 183    | 107  |
| 1943年 | 3338     | 1662 | 24     | 266      | 586      | 300     | 259    | 181  |
| 1944年 | 4379     | 2097 | 15     | 114      | 756      | 504     | 331    | 489  |

## 戦後における動き
裁判長として多数の死刑判決を言い渡したフライスラーは、1945年2月3日に空襲で死亡した。その他の人民法廷関係者に対する戦後の扱いは、他分野と比較すると寛大だったと言われている。これは、1956年に、当時適用された法律をまもり、またはその行為の不当さを認識できなかった場合は罪に問わないという判決が出されたためである。
しかし、ローラント・フライスラーが担当した裁判に陪席した裁判官に対して罪を問う試みが継続され、ハンス＝ヨアヒム・レーゼとパウル・ライマースが起訴されている。レーゼは1960年代に起訴され、一審で殺人ほう助3件と殺人未遂ほう助4件によって懲役5年とされたが、控訴後の差し戻し裁判で無罪となり、再度の控訴審の最中に死亡したため判決が確定しなかった。ライマースは、1984年に殺人62件と殺人未遂35件で起訴された。この時は、フライスラーが長官に就任した1942年8月以降の人民法廷は通常の法廷ではなく「見せかけの法廷」と見るべきだと理由で起訴に踏み切ったものの、公判前にライマースが自殺。その後も捜査が継続されたが、もはや罪を問える被告が存在しないとして、1991年に停止された。
2件目の起訴に関連し、1985年1月25日に、ドイツ連邦議会は、人民法廷を「ナチスの恣意的な支配のためのテロ組織」、いわゆる「司法テロ」であったと評価し、その判決の法的効果をなくすと決議した。さらに、1998年8月25日に「刑法裁判におけるナチスによる不当な判決を廃止する法律」が公布され、人民法廷をはじめとする裁判所が、ナチス政権維持のために行った政治的、軍事的、人種的、宗教的、あるいは世界観を理由とする刑法の判決が、全て取り消された。人民法廷だけでなく、1933年3月から1945年2月の期間に公布された約60の法令を根拠とした不当な判決で失われた名誉が、この法律でようやく回復された。